# Африканская широконоска
Африканская широконоска, или капская широконоска (лат. Spatula smithii), — вид птиц из семейства утиных (Anatidae). Видовое название дано по имени британского зоолога Эндрю Смита.

## Описание
Эта утка длиной 51—53 см с длинным клювом. Взрослые особи имеют серо-коричневое оперение и бледно-оранжевые лапы. В то время как многие утки южного полушария не имею различий между полами, у селезней африканской широконоски голова бледнее, чем у самок, бледно-голубые передние части крыльев отделены от зелёного зеркала белой каймой, а глаза жёлтые. У самок передние части крыльев серые.
Африканскую широконоску можно спутать с кочующими самками широконоски (Spatula clypeata), но они намного темнее и встречаются чаще, чем этот вид.
Это совершенно спокойная птица. Самец издает такое же кряканье, как самка кряквы (Anas platyrhynchos).

### Питание
Это птица открытых болот, ищущая влажные луга и болота с плавающими растениями, где добывает пищу на поверхности воды, часто размахивая своим клювом из стороны в сторону и процеживая пищу из воды. Капская широконоска также питается моллюсками и насекомыми во время высиживания птенцов.

### Размножение
Гнездо у неё с небольшим углублением в почве, выложено растительным материалом и пухом, обычно закрыто от воды.

## Распространение
Капская широконоска является постоянным обитателем ЮАР и нередки случаи встречи её севернее: в Намибии, Ботсване, Зимбабве, южной Анголе, Лесото, Мозамбике и Замбии.
Птица неперелётная, но может совершать локальные сезонные передвижения. Это происходит, если утки не высиживают птенцов, они при этом могут образовывать длинные стаи.